# Червизина
Червизина (итал. Cervesina) је насеље у Италији у округу Павија, региону Ломбардија.
Према процени из 2011. у насељу је живело 1023 становника. Насеље се налази на надморској висини од 72 м.

## Становништво
Према резултатима пописа становништва 2011. у општини је живело 1.224 становника.
| 1936. | 1951. | 1961. | 1971. | 1981. | 1991. | 2001. | 2011. |
| ----- | ----- | ----- | ----- | ----- | ----- | ----- | ----- |
| 1.849 | 1.675 | 1.576 | 1.470 | 1.344 | 1.234 | 1.200 | 1.224 |